# 火花紅諧魚
火花紅諧魚（学名：Erythrocles scintillans），又名夏威夷紅諧魚、紅鰱魚、紅肉欉仔，为𩷓科紅諧魚屬下的一个种。